# CSI: NY (1.ª temporada)
A primeira temporada de CSI: NY originalmente foi ao ar no canal estadunidense CBS entre os meses de setembro de 2004 e maio de 2005, sendo exibidos 23 episódios. Estreou no Brasil no dia 04 de novembro de 2004 pelo canal Sony Entertainment Television às 20 horas. E, na TV aberta, teve sua estreia no dia 16 de fevereiro de 2009, sendo exibida pela Rede Record semanalmente às 23:45 de segunda-feira.

## Elenco

### Principal
- Gary Sinise como Mac Taylor
- Melina Kanakaredes como Stella Bonasera
- Carmine Giovinazzo como Danny Messer
- Vanessa Ferlito como Aiden Burn
- Hill Harper como Sheldon Hawkes
- Eddie Cahill como Don Flack

### Recorrente
- J. Grant Albrecht como Dr. Leonard Giles
- Sonya Walger como Jane Parsons
- Kelly Hu como Kaile Maka
- Chad Lindberg como Chad Willingham

## Episódios
| N.º (série) | N.º (temp.) | Título                         | Dirigido por     | Escrito por                        | Exibição original       | Audiência (em milhões) |
| --- | ----------- | ------------------------------ | ---------------- | ---------------------------------- | ----------------------- | ---------------------- |
| 1 | 1           | "Blink"                        | Deran Sarafian   | Anthony E. Zuiker                  | 22 de setembro de 2004  | 19,26                  |
| O corpo de uma mulher desaparecida leva o detetive Taylor a investigar um serial killer que prende suas vítimas, e a equipe do CSI terá que encontrar evidências para ajudar a única vítima dele que conseguiu sobreviver, mas que pode se comunicar apenas através do piscar de olhos. |             |                                |                  |                                    |                         |                        |
| 2 | 2           | "Creatures of the Night"       | Tim Hunter       | Pam Veasey                         | 29 de setembro de 2004  | 19,47                  |
| Uma garota é brutalmente atacada enquanto caminha pelo Central Park, deixando-a sem lembranças do assalto. Mac e Aiden investigam o assassinato de um traficante de drogas. |             |                                |                  |                                    |                         |                        |
| 3 | 3           | "American Dreamers"            | Rob Bailey       | Eli Talbert                        | 6 de outubro de 2004    | 16,89                  |
| Um jovem casal de turistas está fazendo um passeio ao redor da Times Square de ônibus e pensam em pedir para que um rapaz tire uma foto deles. Quando eles se aproximam do rapaz para pedir o favor, eles tiram seu chapéu, revelando um esqueleto humano. Um jovem casal de turistas está fazendo um passeio ao redor da Times Square de ônibus e pensam em pedir para que um rapaz tire uma foto deles. Quando eles se aproximam do rapaz para pedir o favor, eles tiram seu chapéu, revelando um esqueleto humano. |             |                                |                  |                                    |                         |                        |
| 4 | 4           | "Grand Master"                 | Kevin Bray       | Zachary Reiter                     | 27 de outubro de 2004   | 12,98                  |
| Taylor e Aiden investigam quando uma intensa competição entre dois DJs se transforma em tragédia. Um dos competidores é esfaqueado, e seu adversário torna-se o principal suspeito. Enquanto isso, Stella e Danny investigam quando uma rica estilista é encontrada morta em sua piscina por sua assistente. |             |                                |                  |                                    |                         |                        |
| 5 | 5           | "A Man a Mile"                 | David Grossman   | Andrew Lipsitz                     | 3 de novembro de 2004   | 14,71                  |
| A explosão em um túnel ocorre, e o corpo de um homem é deixado para trás. Contudo, ele já estava morto antes da explosão. Enquanto isso, um estudante é encontrado estrangulado perto do rio. |             |                                |                  |                                    |                         |                        |
| 6 | 6           | "Outside Man"                  | Rob Bailey       | Timothy J. Lea                     | 10 de novembro de 2004  | 15,38                  |
| Mac e Stella investigam o “mundo dos amputados” depois que uma perna é encontrada no Central Park. |             |                                |                  |                                    |                         |                        |
| 7 | 7           | "Rain"                         | David Grossman   | Pam Veasey                         | 17 de novembro de 2004  | 17,46                  |
| Um assalto em Chinatown é feito por três homens. Durante a ação um segurança é morto e o outro erroneamente ateia fogo em um tanque de gás queimando dois dos assaltantes vivos. Na investigação, Stella descobre um seqüestro envolvendo o filho do gerente do banco. Para piorar, o resgate pedido pelos seqüestradores é bloqueado por um policial terrorista desconhecido, obrigando a equipe a descobrir novas provas para encontrar a criança desaparecida. |             |                                |                  |                                    |                         |                        |
| 8 | 8           | "Three Generations are Enough" | Alex Zakrzewski  | Andrew Lipsitz                     | 24 de novembro de 2004  | 13,50                  |
| O pânico surge no andar da Bolsa Mercantil de Nova York quando uma maleta é encontrada sem dono. O conteúdo da maleta indica que o dono é um corretor de ações que desapareceu misteriosamente depois de investigar algumas operações ilegais. Enquanto isso, Stella investiga a morte de uma conselheira grávida encontrada perto da igreja em que trabalhava. |             |                                |                  |                                    |                         |                        |
| 9 | 9           | "Officer Blue"                 | Deran Sarafian   | Anthony E. Zuiker                  | 1 de dezembro de 2004   | 14,92                  |
| Quando um equipado policial de Nova York recebe um tiro em seu cavalo, Mac e Stella precisam procurar pelos suspeitos. A única evidência que eles tem é a bala alojada no cavalo do policial, e então Mac precisa tomar a difícil decisão de salvar o animal ou analisar a evidência. Enquanto isso, Aiden trabalha no caso de uma criança encontrada morta e queimada em um beco no Queens. |             |                                |                  |                                    |                         |                        |
| 10 | 10          | "Night, Mother"                | Deran Sarafian   | Janet Tamaro                       | 15 de dezembro de 2004  | 15,60                  |
| Quando um sonâmbulo sai de seu apartamento e depois é encontrado coberto de sangue próximo ao corpo de uma mulher, os CSIs precisam investigar se eles têm um caso fechado ou se há algo que eles ainda não conseguem ver. Apesar do suspeito estar coberto com o sangue da vítima e ter a estaca de madeira que acertou a vítima ao seu lado, Mac acredita que ainda há algo estranho. Enquanto isso, Danny e Aiden investigam o assassinato de um batedor de carteira profissional que foi espancado até a morte. |             |                                |                  |                                    |                         |                        |
| 11 | 11          | "Tri-Borough"                  | Greg Yaitanes    | Eli Talbert & Andrew Lipsitz       | 5 de janeiro de 2005    | 12,15                  |
| A equipe inicia uma série de complicadas investigações quando vítimas assassinadas são encontradas em três municípios de Nova York. Mac e Stella investigam o assassinato de um jovem encontrado morto em uma estação de metrô do Brooklin. Apesar da vítima ter sido eletrocutada, o trilho do trem não foi o culpado. Danny estuda a morte do dono de uma galeria de arte cuja última venda foi uma pintura amarrada que pode ter sido falsificada. Enquanto isso, Aiden e Flack trabalham na misteriosa morte de um trabalhador encontrado morto em uma construção. |             |                                |                  |                                    |                         |                        |
| 12 | 12          | "Recycling"                    | Alex Zakrzewski  | Timothy J. Lea & Zachary Reiter    | 12 de janeiro de 2005   | 13,66                  |
| Mac, Aiden e o Detetive Flack encontram suas paciências testadas quando precisam lidar com arrogantes donos de quando um treinador de cães é morto. Enquanto isso, Stella e Danny investigam a morte de um mensageiro de bicicleta que foi esfaqueado enquanto corria pelas ruas de Nova York. |             |                                |                  |                                    |                         |                        |
| 13 | 13          | "Tanglewood"                   | Karen Gaviola    | Anthony E. Zuiker                  | 26 de janeiro de 2005   | 17,56                  |
| Mac e Stella investigam o brutal assassinato de um jovem feito por uma gangue, e as provas indicam que ele atirou em alguém na noite de sua morte. Enquanto isso, Aiden e Flack são chamados para um bar onde o irmão do dono foi assassinado. A fita de segurança do local revela que na noite anterior ao assassinato, houve um roubo feito pela vítima do caso de Mac e Stella. |             |                                |                  |                                    |                         |                        |
| 14 | 14          | "Blood, Sweat and Tears"       | Scott Lautanen   | Eli Talbert & Erica Shelton        | 9 de fevereiro de 2005  | 13,08                  |
| Um garoto encontrado morto enterrado na praia leva Mac e Stella para uma investigação entre os profissionais de um circo. |             |                                |                  |                                    |                         |                        |
| 15 | 15          | "'Til Death Do We Part"        | Nelson McCormick | Pam Veasey                         | 16 de fevereiro de 2005 | 14,04                  |
| Quando uma noiva sofre um colapso momentos antes do casamento, Mac e Danny investigam a misteriosa morte. Apesar da equipe estar ansiosa para fazer a autópsia na noiva, Dr. Hawkes é impedido pelo pai da vítima, que exige que o corpo seja abençoado por um rabino antes. Enquanto isso, Stella, Aiden e Detetive Flack investigam quando um corpo sem mãos de uma ex-freira é encontrado no monastério de Staten Island monastério assombrado. |             |                                |                  |                                    |                         |                        |
| 16 | 16          | "Hush"                         | Deran Sarafian   | Anthony E. Zuiker & Timothy J. Lea | 23 de fevereiro de 2005 | 14,30                  |
| Mac e Stella são chamados para investigar a cena de um crime e descobrem que o responsável pela batida do caminhão perdeu metade do corpo embaixo de um contêiner em uma doca de Staten Island. Agora a equipe precisa impedir o funcionamento da doca para encontrar a outra parte do corpo. Em uma ocorrência rara, o Dr. Hawkes deixa o laboratório para ajudar na busca. Enquanto isso, Danny e Aiden investigam a morte de uma mulher encontrada morta e nua perto de uma rodovia no Queens. |             |                                |                  |                                    |                         |                        |
| 17 | 17          | "The Fall"                     | Norberto Barba   | Anne McGrail & Bill Haynes         | 2 de março de 2005      | 13,62                  |
| Quando jovens membros de uma gangue matam o dono de uma loja de vinhos no Bronx, os CSIs precisam trabalhar para encontrar provas que liguem alguém ao crime. Antes de morrer, o dono da loja fez uma denúncia identificando seus atacantes como membros de uma gangue. A investigação reúne Flack com seu mentor e amigo Gavin Moran, que foi o primeiro a chegar na cena do crime. Enquanto isso, Danny e Aiden investigam a morte de um influente produtor de cinema encontrado em seu apartamento. |             |                                |                  |                                    |                         |                        |
| 18 | 18          | "The Dove Commission"          | Emilio Estevez   | Anthony E. Zuiker & Zachary Reiter | 23 de março de 2005     | 16,73                  |
| O investigador chefe de um relatório sobre corrupção dentro da polícia de Nova York é baleado um dia antes de suas descobertas serem publicadas. Agora Mac e Stella precisam encontrar o assassino a partir de uma investigação em que todos os policiais são suspeitos. Enquanto isso, Danny e Aiden investigam o assassinato de um taxista cigano. |             |                                |                  |                                    |                         |                        |
| 19 | 19          | "Crime and Misdemeanor"        | Rob Bailey       | Eli Talbert & Andrew Lipsitz       | 13 de abril de 2005     | 11,00                  |
| Quando o corpo de uma jovem moça é encontrado em uma lavanderia, enrolado em lençol, Mac e Stella voltam para um hotel em Nova York que abriga diplomatas do mundo todo quando a ONU está em sessão especial. Enquanto isso, Danny e Aiden investigam a morte de um mendigo encontrado vestido como uma estátua humana. Apesar de tudo, a travessura é considerada mau comportamento, mas Danny decides se aprofundar e sua recusa em parar a investigação o coloca contra Mac. |             |                                |                  |                                    |                         |                        |
| 20 | 20          | "Supply and Demand"            | Joe Chappelle    | Erica Shelton & Anne McGrail       | 27 de abril de 2005     | 14,84                  |
| Quando um estudante é espancado, recebe um tiro mortal e seu apartamento é saqueado, tudo indica que há alguma relação com drogas, e a equipe precisa rastrear os assassinos. Depois de examinar as provas no local, a equipe descobre vestígios de heroína pura e descobrem que a vítima tinha uma companheira que está desaparecida. Enquanto isso, as agressivas táticas de interrogação de Stella com uma testemunha colocam sua carreira em risco. |             |                                |                  |                                    |                         |                        |
| 21 | 21          | "On The Job"                   | David Von Ancken | Timothy J. Lea                     | 4 de maio de 2005       | 13,42                  |
| Enquanto analisa a cena de um crime, Danny é atacado por um suspeito escondido no closet da vítima. A busca seguinte leva a equipe para um metrô lotado de Nova York, onde o suspeito, um policial disfarçado e Danny trocam tiros. Quando a fumaça clareia, a equipe se vê com um policial morto, um suspeito desaparecido e Danny sob investigação de possível assassinato de policial. Mac precisa provar quem matou o policial para salvar o emprego de Danny. Enquanto isso, Stella investiga a morte de uma babá no banheiro do Central Park. |             |                                |                  |                                    |                         |                        |
| 22 | 22          | "The Closer"                   | Emilio Estevez   | Pam Veasey                         | 11 de maio de 2005      | 14,55                  |
| A equipe investiga o assassinato de um grande fã do Boston Red Sox que foi encontrado morto depois que seu time perdeu para o New York. Danny precisa colocar suas habilidades de beisebol em prática para juntar as provas conforme os CSIs tentam descobrir como e porque ele foi morto. Enquanto isso, depois de testemunhar uma tentativa de assassinato, Mac é confrontado pelo defensor, Quinn Sullivan, que questiona a validade da prova. Mac fica entre a ciência e seu desejo de ajudar um homem prestes a ser preso que é inocente. Além disso, quando mulher é morta por um caminhão de manhã, a equipe investiga porque ela estava correndo na rua, e de quem. |             |                                |                  |                                    |                         |                        |
| 23 | 23          | "What You See Is What You See" | Duane Clark      | Andrew Lipsitz                     | 18 de maio de 2005      | 12,30                  |
| Quando Mac está fazendo a sua refeição em um restaurante local, um homem armado começa atirar, deixando uma garçonete gravemente ferida e um homem morto, e Mac tem que escolher se persegue o suspeito ou se salva a vida da jovem. Entretanto, antes do ocorrido, Mac conversava com a tímida e desajeitada vítima. Depois de sentir que salvou a vida dela durante o tiroteio, ela pergunta se ele a convidaria para um drinque e Mac decide se ele está pronto para um primeiro encontro depois da trágica morte. |             |                                |                  |                                    |                         |                        |